# Ставчаны (Хмельницкая область)
Ставчаны (укр. Ставчани) — село в Новоушицком районе Хмельницкой области Украины.
Население по переписи 2001 года составляло 599 человек. Почтовый индекс — 32635. Телефонный код — 3847. Занимает площадь 2,089 км². Код КОАТУУ — 6823389001.

## Местный совет
32636, Хмельницкая обл., Новоушицкий р-н, с. Ставчаны